# Mallerius
Mallerius is een geslacht van kevers uit de familie  
kniptorren (Elateridae).
Het geslacht is voor het eerst wetenschappelijk beschreven in 1933 door Fleutiaux.

## Soorten
Het geslacht omvat de volgende soort:
- Mallerius brasiliensis Fleutiaux, 1933